# 페데리코 디마르코
페데리코 디마르코 (Federico Dimarco, 1997년 11월 10일 ~ )는 이탈리아의 축구 선수이며, 인테르나치오날레에서 레프트백으로 뛰고 있다.